# Batalla de Casalecchio
La batalla de Casalecchio tuvo lugar el 26 de junio de 1402 en los alrededores de la localidad de Casalecchio di Reno, cerca de Bolonia. En esta batalla, un ejército boloñés al mando de Giovanni I Bentivoglio se enfrentó a las tropas del duque de Milán, Gian Galeazzo Visconti, y sus aliados, los Malatesta de Rímini y el signore de Mantua Francesco Gonzaga. Bolonia fue auxiliada en esta batalla por la República de Florencia, en un intento de ambas ciudades por detener la expansión del poder del duque de Milán.
Visconti estaba apoyado por numerosos señores italianos y condotieros.  El comandante en jefe fue el famoso líder Alberico da Barbiano. También estuvo presente en la batalla Chiavello Chiavelli, señor de Fabriano. Con Facino Cane, el condotiero Ludovico Gabriotto Cantelli (Ludovico da Parma) comandó la vanguardia milanesa de 2.000 caballeros. Cantelli luchó contra Bernardo della Serra y capturó a Rigo Galletto, Pietro da Carrara y Brunoro Della Scala, quienes fueron llevados prisioneros a Parma.
El ejército boloñés-florentino estuvo comandado por Muzio Attendolo Sforza.
Los boloñeses fueron derrotados.  Su líder, Giovanni I Bentivoglio, se retiró a Bolonia, donde la población indignada con su gobierno se le enfrentó; murió cuatro días después linchado por la multitud en la Piazza Maggiore. Gian Galeazzo Visconti tomó Bolonia y planificó el consiguiente asalto a Florencia; sin embargo, Visconti cayó enfermo el 10 de agosto de 1402 y murió el 3 de septiembre del mismo año sin haber completado sus planes.